# Lethades kukakensis
Lethades kukakensis är en stekelart som först beskrevs av William Harris Ashmead 1902.  Lethades kukakensis ingår i släktet Lethades och familjen brokparasitsteklar. Inga underarter finns listade i Catalogue of Life.